# Eukoenenia deleta
Espèce
Eukoenenia deleta est une espèce de palpigrades de la famille des Eukoeneniidae.

## Distribution
Cette espèce est endémique de Thaïlande. Elle se rencontre dans les grottes Tham Nam et Tham Phet à Ban Tham Thong Long dans la province de Phang Nga.

## Description
L'holotype, un immature A, mesure 0,92 mm.

## Publication originale
- Condé, 1992 : Palpigrades cavernicoles et endogés de Thaïlande et des Célèbes (lere note). Revue Suisse de Zoologie, vol. 99, no 3, p. 655-672 (texte intégral).